# Параметр порядка
Параметр порядка — термодинамическая величина, характеризующая дальний порядок в среде, возникающий в результате спонтанного нарушения симметрии при фазовом переходе. Равновесный параметр порядка равен нулю в неупорядоченной фазе и отличен от нуля в упорядоченной.
Фазовые превращения, происходящие в самых разных по составу и характеру физических системах, очень часто имеют много общих черт, например, похожи температурные зависимости отклика систем на приложенное поле, рост величины и роли флуктуаций, доменные структуры и тому подобное. Во многих случаях описание поведения физических систем, близких к фазовых переходам, можно свести к поведению единственной переменной, которую называют параметром порядка. Для каждого конкретного фазового перехода параметр порядка является конкретной переменной системы, но для многих фазовых переходов его трудно определить точно, однако даже гипотеза о существовании такого параметра часто дает очень важные физические результаты.
Параметр порядка обязан своим названием тому обстоятельству, что в основном фазовый переход происходит между состояниями с разной упорядоченностью. Например, в парамагнитном состоянии спины электронов ориентированы хаотично, а в ферромагнитном существует определенное направление преимущественной ориентации спинов. Таким образом, параметр порядка - это переменная, которая описывает упорядоченность. Она равна нулю в разупорядоченном состоянии, и отлична от нуля в термодинамической фазе с тем или иным порядком.